# 纳瓦雷东迪利亚
纳瓦雷东迪利亚，是西班牙卡斯蒂利亚-莱昂阿维拉省的一个市镇。 总面积20km2, 总人口279人（2001年），人口密度14人/km2。